# Acrocera honorati
Acrocera honorati är en tvåvingeart som beskrevs av Brethes 1925. Acrocera honorati ingår i släktet Acrocera och familjen kulflugor. Inga underarter finns listade i Catalogue of Life.